# Боиценбургер Ланд
Боиценбургер Ланд (њем. Boitzenburger Land) општина је у њемачкој савезној држави Бранденбург. Једно је од 34 општинска средишта округа Укермарк. Према процјени из 2010. у општини је живјело 3.853 становника. Посједује регионалну шифру (AGS) 12073069.

## Географски и демографски подаци
Боиценбургер Ланд се налази у савезној држави Бранденбург у округу Укермарк. Општина се налази на надморској висини од 80 метара. Површина општине износи 215,9 km². У самом мјесту је, према процјени из 2010. године, живјело 3.853 становника. Просјечна густина становништва износи 18 становника/km².